# Fara San Martino

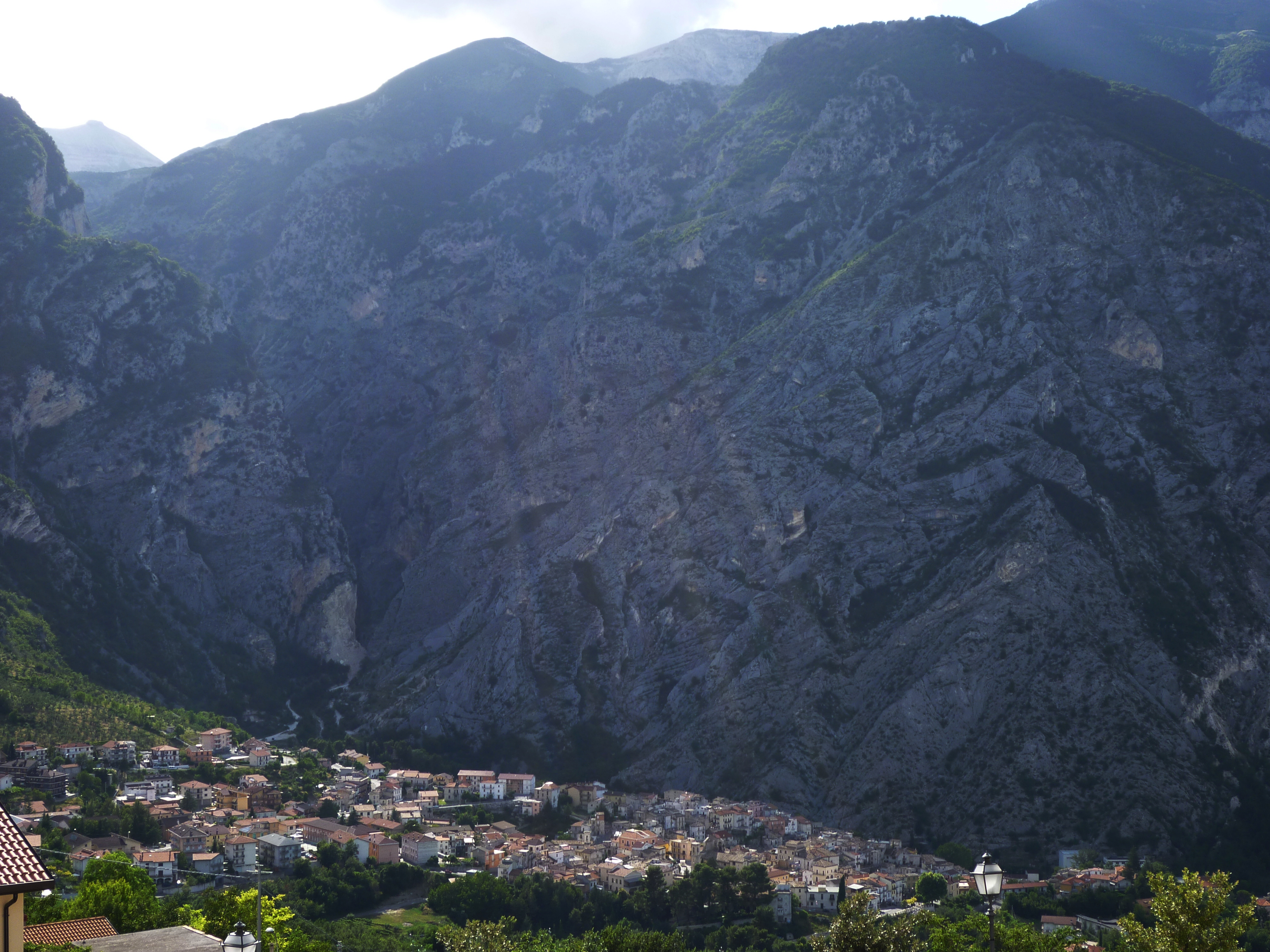
Blick auf Fara San Martino

Fara San Martino ist eine italienische Gemeinde (comune) mit 1272 Einwohnern (Stand 31. Dezember 2023) in der Provinz Chieti in den Abruzzen. Die Gemeinde liegt etwa 28,5 Kilometer südsüdöstlich von Chieti, gehört zur Comunità Montana della Maielletta und grenzt unmittelbar an die Provinzen L’Aquila und Pescara. Teile von Fara San Martino gehören zum Nationalpark Majella. In Fara San Martino befinden sich die Teigwarenhersteller (Pastifici) Cocco, De Cecco und Delverde.

## Geschichte
Die Ortschaft geht auf ein Benediktinerkloster aus dem 9. oder 10. Jahrhundert zurück.

## Gemeindepartnerschaften
Fara San Martino unterhält eine Partnerschaft mit der maltesischen Stadt und Halbinsel Senglea im Distrikt Malta Xlokk.